# Ё
Ё (minuskule ё) je písmeno cyrilice. Písmeno se vyskytuje pouze v běloruské a ruské azbuce a azbukách odvozených z ruské azbuky. V balkánských jazycích zapisovaných cyrilicí a ukrajinštině se nevyskytuje, jelikož Е se čte E a ne JE.
Písmeno je jotovanou variantou písmene О. Do češtiny bývá transkribován jako „jo“; v případě, že se vyskytuje po „d“, „t“ a „n“, předchozí znak změkčí a zapisuje se jako „o“ (tedy „ďo“, „ťo“ a „ňo“).